# Paulgerhard Gladen
Paulgerhard Gladen (* 31. März 1926 in Düsseldorf; † 13. Juli 2023 in Kirchberg (Hunsrück)) war ein deutscher Rechtsanwalt und Studentenhistoriker.

## Leben
Paulgerhard Gladen besuchte das Gymnasium Petrinum Brilon und legte im März 1943 das Abitur ab. Im Sommersemester 1943 begann er  an der Philipps-Universität Marburg Volkswirtschaftslehre zu studieren. Er wurde Mitglied der Kameradschaft Dörnberg, die Traditionsträgerin der Marburger Landsmannschaft Hasso-Guestfalia (der „blauen Westfalen“) war. Nach kriegs- und nachkriegsbedingter Unterbrechung immatrikulierte er sich zum Sommersemester 1948 erneut an der Philipps-Universität, zunächst für Journalistik, dann für Rechtswissenschaft. Bei der Rekonstitution des Corps Guestphalia Marburg wurde er am 26. Februar 1949 Gründungssenior der „schwarzen Westfalen“. Im Dezember 1950 bestand er das Referendarexamen und im Dezember 1953 die Assessorprüfung. 1959 wurde er zum Dr. iur. promoviert.
1964 ließ er sich als Rechtsanwalt in Kirchberg (Hunsrück) nieder. Seit der Schulzeit an Geschichte interessiert, wandte Gladen sich der Geschichte seines Corps und (ab 1981) der Geschichte der Studentenverbindungen im Allgemeinen zu. Mit Hans Peter Hümmer und Harald Lönnecker besorgte er 1995 und 2005 die Bibliographie von Einst und Jetzt, dem Jahrbuch des Vereins für corpsstudentische Geschichtsforschung. Im heutigen Corps Guestphalia et Suevoborussia Marburg war er Ehrenmitglied.

## Schriften
- Corpstafel des Corps Guestphalia Marburg. Kirchberg 1972.
- Der KSCV und seine SC. In: Rolf-Joachim Baum (Hrsg.): Wir wollen Männer, wir wollen Taten! Deutsche Corpsstudenten 1848 bis heute. Berlin 1998, S. 274–295.
- Geschichte der studentischen Korporationsverbände. 2. überarbeitete und erweiterte Auflage. WJK-Verlag, Hilden 2007, ISBN 978-3-933892-28-7 (Erstausgabe:  Würzburg, in einem Band, ursprünglich 2 Bände, 1981/85).
- mit Ulrich Becker: Gaudeamus igitur. Die studentischen Verbindungen einst und jetzt. Callwey, München 1986, ISBN 3-7667-0811-2.
- Die Kösener und Weinheimer Corps. Ihre Darstellung in Einzelchroniken. WJK-Verlag, Hilden 2007, ISBN 978-3-933892-24-9.
- mit Kurt U. Bertrams: Die deutsch-völkischen Korporationsverbände. WJK-Verlag, Hilden 2009, ISBN 978-3-933892-11-9.
- Das deutsche Corpsstudententum in seiner Zeit. WJK-Verlag, Hilden 2010, ISBN 978-3-940891-31-0.
- mit Kurt U. Bertrams: Die sudetendeutschen Studentenverbindungen. WJK-Verlag, Hilden 2011, ISBN 978-3-940891-48-8.
- mit Kurt U. Bertrams: Das studentische Korporationswesen in Straßburg. WJK-Verlag, Hilden 2012, ISBN 3-940891-37-2 (formal falsch).
- Die deutschsprachigen Korporationsverbände. 4. aktualisierte und erweiterte Auflage. WJK-Verlag, Hilden 2013, ISBN 978-3-933892-28-7.
- Landsmannschaften und Turnerschaften im Coburger Convent. 4. aktualisierte und erweiterte  Auflage. WJK-Verlag, Hilden 2009, ISBN 3-940891-23-5 (formal falsch).
- Corpstafel des Corps Saxonia Berlin-Hamburg-Hann. Münden. Kirchberg 2010.
- Straßburg, o Straßburg. Deutsches Burschenleben in einer wunderschönen Stadt. In: Einst und Jetzt. 43, 1998, S. 81–94.
- Das freie Corps Marchia – eine waffenstudentische Verbindung an der Militärärztlichen Akademie Berlin 1941–43. In: Einst und Jetzt. 50, 2005, S. 369–374.
- mit Peter Jacobs: Das Lippstädter corpsstudentische Silhouetten-Album. [Göttingen / Marburg 1832–1836]. In: Einst und Jetzt. 50, 2005, S. 375–389.